# Assemblée nationale arménienne
L'Assemblée nationale arménienne était l'instance dirigeante du Millet arménien établie par la Constitution nationale arménienne du 17 mars 1863 dans l'Empire ottoman.

## Histoire
En 1863, la Sublime Porte approuve la Constitution nationale arménienne, inspirée de la Constitution française de 1848. Comme le notent les historiens Annie et Jean-Pierre Mahé, elle « échafaud[e] la fiction d'une monarchie constitutionnelle, dont le souverain [est] le patriarche arménien de Constantinople ». Dans ce simulacre de monarchie, où il y a une séparation des pouvoirs, le pouvoir exécutif est confié au patriarche.
Le pouvoir législatif est quant à lui confié à une Assemblée nationale de 140 députés (yerespokhan), laïcs et ecclésiastiques, choisis sur une liste de 220 députés élus au suffrage universel par les fidèles de l’Église. Cette assemblée désigne le patriarche et supervise ses activités selon le concept de la responsabilité de l’exécutif. De plus, elle élit en son sein une assemblée religieuse de 12 membres, qui s'occupe des monastères, des dons, des legs et des hôpitaux. Elle élit aussi une assemblée politique de 20 membres, qui désigne à son tour deux conseils nationaux : un conseil judiciaire, présidé par un vicaire patriarcal, et un conseil des affaires scolaires. D'autres comités sont désignés dans les domaines des finances, des dépenses et des impôts, du contentieux social, etc.. Les Arméniens sont tenus de participer aux élections du patriarche et des conseils de la communauté à travers ses représentants, ainsi que de payer des impôts afin de préserver et défendre leurs droits.
L'Assemblée fait de sa priorité l'amélioration des conditions de vie des Arméniens, nommant par exemple en 1871 une commission de 8 membres, 4 laïcs et 4 religieux, présidée par l'archevêque de Nicomédie Mgr Nercès et chargée de rechercher et de signaler les abus et exactions dont sont victimes les populations chrétiennes de l'Arménie et de proposer les mesures nécessaires pour mettre un terme à cet état de choses.
Ces réformes assurent aux Arméniens de Constantinople quelques garanties et aux Arméniens de l'Empire une réelle autonomie religieuse et culturelle, mais restent globalement sans grands effets en Anatolie orientale, où les Arméniens sont toujours victimes d’exactions.
Il est difficile de trouver des sources permettant de bien comprendre le fonctionnement et jusqu'à quand a existé cette assemblée. En tout cas, elle continue de se réunir dans les années 1910, présentant par exemple en 1913 un mémoire au grand vizir Mahmoud Chevket Pacha sur la situation très difficile des Arméniens de l'Empire.
Le 4 juillet 1914 a lieu la dernière réunion de l'Assemblée.

## Liste des présidents
- ? : Nahabet Roussinian[7]
- 1894- : Gabriel Noradounghian[8]